# María Noel Barrionuevo
María Noel Barrionuevo (Martínez, Buenos Aires, 16. svibnja 1984.) je argentinska hokejašica na travi. Igra na mjestu obrambene igračice.
Svojim nastupima je izborila mjesto u argentinskoj izabranoj vrsti. 
Osvajačica je brončanog odličja na OI 2008. u Pekingu.
Danas igra za klub Club Ciudad de Buenos Aires (stanje 3. studenoga 2009.).